# Badenstraße 26 (Stralsund)

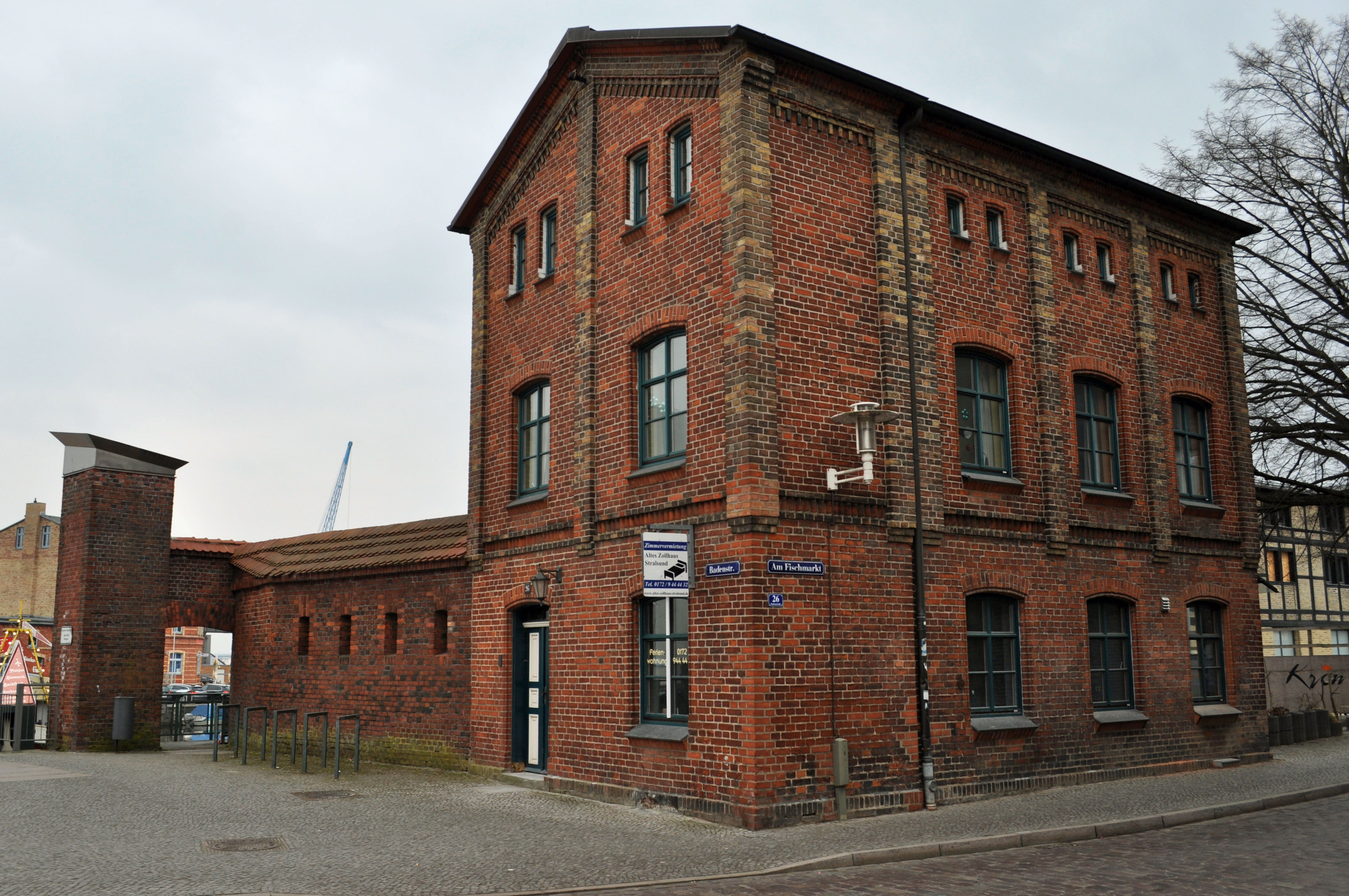
Das Haus Badenstraße 26 in Stralsund (2012)

Das Haus mit der postalischen Adresse Badenstraße 26 ist ein unter Denkmalschutz stehendes Gebäude in der Badenstraße in Stralsund, an der Ecke zur Straße Am Fischmarkt.
Das zweieinhalbgeschossige Gebäude wurde im Jahr 1873 als Zollstation des preußischen Zolls errichtet. Der Backsteinbau steht mit seiner zweiachsigen Giebelfront zur Badenstraße und mit seiner vierachsigen Traufenfront zur Straße Am Fischmarkt. Zwischen den Achsen und an den Gebäudekanten sind Lisenen in hellerem Backstein ausgeführt.
Das Haus liegt im Kerngebiet des von der UNESCO als Weltkulturerbe anerkannten Stadtgebietes des Kulturgutes „Historische Altstädte Stralsund und Wismar“. In die Liste der Baudenkmale in Stralsund ist es mit der Nummer 64 eingetragen.